# The Belle Vue
The Belle Vue — мини-альбом британского дуэта Hurts, вышедший в 2010 году.

## Об альбоме
Belle Vue (англ. Belle Vue Stadium) это название стадиона в Манчестере, где Тео Хатчкрафт и снимающий на этом треке собачьи гонки Адам Андерсон проводили много времени.
Помимо iTunes и Amazon.com мини-альбом доступен в местных 7digital (англ. 7digital) во всех этих странах, кроме Дании, где ещё нет 7digital магазинов.
Мини-альбом не был выпущен в Великобритании и Германии, так как в этих странах внимание было сфокусировано на полном издании Wonderful Life месяцем позже.

## Список композиций
Digital download
1. «Wonderful Life» (Radio Edit — New Version) — 3:44
2. «Wonderful Life» (Arthur Baker Remix) — 6:47
3. «Better Than Love» (Radio Edit)[А] — 3:32
4. «Better Than Love» (Jamaica Remix) — 4:22

Примечания
- А  Better Than Love обозначена как радио издание, но, на самом деле, это та же версия, что и на альбоме Happiness.[1]

## Издания
| Страна     | Дата        | Формат           |
| ---------- | ----------- | ---------------- |
| Бельгия    | 9 июля 2010 | Digital download |
| Дания      | 9 июля 2010 | Digital download |
| Финляндия  | 9 июля 2010 | Digital download |
| Франция    | 9 июля 2010 | Digital download |
| Нидерланды | 9 июля 2010 | Digital download |
| Норвегия   | 9 июля 2010 | Digital download |
| Португалия | 9 июля 2010 | Digital download |
| Испания    | 9 июля 2010 | Digital download |
| Швеция     | 9 июля 2010 | Digital download |